# Bulbinella rossii
Bulbinella rossii là một loài thực vật có hoa trong họ Thích diệp thụ. Loài này được (Hook.f.) Cheeseman miêu tả khoa học đầu tiên năm 1906.